# جامعة بيروت العربية
جامعة بيروت العربية هي مؤسسة لبنانية خاصة للتعليم العالي، أنشأتها جمعية البر والإحسان اللبنانية عام 1960، . وتلقب بجامعة العرب وتعد الجامعة من الجامعات العربية المرموقة، وتفخر الجامعة بأن بها نخبة من الأساتذة والمفكرين العرب الكبار، وكانت الجامعة ولا تزال منارة للعلم والفكر، ولقد تصدت عبر تاريخها للفكر الاستعماري الغربي والصهيوني في لبنان والعالم العربي والإسلامي مع زميلاتها الجامعات العربية الأخرى. ولقد تعطلت حركة البلاد عند إنشائها نتيجة الاحتجاجات التي نظمتها نقابة المحامين اعتراضا على نشأتها. ودارت معارك سياسية كبيرة بين الوطنيين الاحرار وأصحاب الفكر الموالي للاستعمار الفرنسي.. وقد تم بناؤها بجانب سجن الرمل الذي سجن فيه الكثير من الاحرار، الذين كانوا يتواصلون مع طلاب الجامعة عبر مكبرات الصوت لمعرفة مايدور بلبنان والعالم، ، وللتنسيق فيما بينهم للإضرابات والاحتجاجات حتى تم تحرر المساجين.. وقد قامت الجامعة فيما بعد بضم سجن الرمل إليها وأصبح السجن أحد كلياتها.. ولقد أطلق عليها هذا الاسم الزعيم جمال عبد الناصر.. رئيسها الحالي منذ سبتمبر 2023 الأستاذ الدكتور وائل نبيل عبد السلام.
وشاركت مع زميلاتها في العالم العربي بتأسيس اتحاد الجامعات العربية إضافة إلى عضويتها في:
- الاتحـاد الدولي للجامعات.
- الوكالة الجامعية الفرنكوفونية.
- اتحـاد جامعات العالم الإسلامي.
- رابطة جامعات لبنان.
- رابطة الجامعات الإسلامية.
- والجامعة معترف بها من قبل (The Institute of Management Accountant)(IMA)

وهي منذ تأسيسها ارتبطت مع جامعة الإسكندرية بعلاقة أكاديمية اسهمت في قيام تعاون علمي استطاعت معه ان تطور وحداتها وان توسع من تخصصاتها بما يواكب متطلبات العصر حتى غدت تضم عشر كليات هي: الآداب، الحقوق والعلوم السياسية، التجارة وإدارة الأعمال، الهندسة المعمارية، الهندسة، العلوم، الصـيدلة، الطب وطب الأسنان وأخيراً كلية العلوم الصحية، وقد ناهز عدد متخرجي الجامعة مائة ألفا حتى الآن.
وفي إطار تطلعات الجامعة المستقبلية فقد بدأت منذ سنوات بإنشاء فرع لها في منطقة الدبيـة في قضاء الشوف، على هضبة مساحتها 1,350,000 م2 وهو يمثل رئة جديدة للجامعة تحقق احتياجاتها التوسعية، وسيتم تدشين أول مبنى إداري وأكاديمي فيها إضافة إلى مبان سكنية لاعضاء هيئة التدريس والطلاب وذلك يوم الاثنين 26/6/2006 تحت رعاية دولة رئيس مجلس الوزراء فؤاد السنيورة.
وتتجه الجامعة حالياً إلى طرابلس في شمال لبنان، حيث البيئة المناسبة لعمل الجامعة وتوافر عناصر نجاحها. فتملكت عقاراً في منطقة بساتين الميناء ليكون نواة لفرع جديد لها، وتم وضع حجر الأساس له في 3/6/2005 برعاية دولة الرئيس نجيب ميقاتي، وذلك استكمالاً لسياستها بالانتشار والتوسع إلى مختلف المناطق اللبنانية.

## نظام الدراسة

### الليسانس والبكالوريوس
تتم الدراسة في معظم كليات الجامعة «الهندسة المعمارية والهندسة والعلوم والصيدلة والطب وطب الأسنان والتمريض والتجارة وإدارة الأعمال» وفق نظام الساعات المعتمدة أما كليات الآداب با اقسامها والحقوق فتتبع النظام الفصلي أو السنوي.
مدة الدراسة هي:
- أربعة اعوام في كليات الآداب والحقوق والتجارة وإدارة الأعمال والعلوم والتمريض،
- خمسة اعوام في كليات الهندسة المعمارية والهندسة والصيدلة وطب الاسنان
- ستة أعوام في كلية الطب يتبعها عام واحد في أحد المستشفيات تحت اشراف الكلية.

### الدراسات العليا
اهتمت الجامعة بالدراسات العليا في مسار متوازن مع مرحلة الليسانس والبكالوريوس وذلك لاستكمال منظومة التعليم، ويدعم ذلك إمكانات الجامعة المختلفة من نخبة من أعضاء هيئة التدريس إلى جانب التجهيزات المعملية والمختبرات والمكتبات وحاسبات متطورة متصلة بشبكة المعلومات العالمية (الإنترنت).

## لغة التعليم
العربية والإنجليزية 

## الكليات
- كلية الآداب:

اللغة العربية وآدابها، اللغة الإنكليزية وآدابها، الاعلام، الترجمة، إدارة المعرفة والمعلوماتية.
- كلية الحقوق والعلوم السياسية:
- كلية التجارة وإدارة الأعمال:

المحاسبة، إدارة الأعمال، الدراسات المالية والجمركية، الاقتصاد، الدراسات التأمينية والاحصائية، نظم المعلومات الإدارية، الإدارة السياحية والفندقية.
- كلية الهندسة المعمارية:

التصميم المعماري، التصميم الداخلي، التخطيط العمراني.
- كلية الهندسة:

الهندسة الكهربية (شعبة القوى الكهربية وشعبة الاتصالات والإلكترونيات)، الهندسة المدنية، الهندسة الميكانيكية، الهندسة الإدارية والتكنولوجيا، هندسة الحاسبات والمعلوماتية، هندسة المساحة، الهندسة الصناعية والأدارية.
- كلية العلوم:

الرياضيات، الحاسب الآلي، نظم المعلومات، الكيمياء، الفيزياء، البيولوجي، الكيمياء الحيوية، علوم البيئة، علوم البحار.
- كلية الصيدلة:

العلوم الصيدلية.
- كلية الطب:

الطب، الجراحة.
- كلية طب الاسنان:

طب وجراحة الفم والأسنان.
- كلية العلوم الصحية

## مركز خدمة المجتمع والتعليم المستمر في الجامعة
أنشأت الجامعة مركز خدمة المجتمع والتعليم المستمر لتقديم خدمات الاستشارات والاختبارات المختلفة لهيئات المجتمع الخاصة والحكومية وإعداد الدورات التدريبية للمتخصصين، وإعداد برامج تدريبية خاصة باحتياجات الهيئات والمؤسسات وذلك بهدف الربط بين الجامعة والمجتمع وتوظيف قدرات الجامعة لدعم كافة القطاعات.
الوحدات العلمية:
يتبع المركز وحدات علمية متخصصة تقدم خدماتها لجميع المؤسسات والهيئات الرسمية وللقطاع الخاص في لبنان، وهي: وحدة الدراسات الاجتماعية واللغوية، وحدة الدراسات القانونية، وحدة الدراسات الاقتصادية والإدارية والمالية، وحدة الاستشارات والاختبارات الهندسية، وحدة الدراسات العلمية والإحصائية، وحدة الدراسات الطبية والصيدلانية.
وتختص هذه الوحدات بالمجالات التالية: البحوث العلمية، الدراسات العليا الخارجية، الاستشارات الفنية والأكاديمية، الحلقات الدراسية والدورات التخصصية، دورات اللغات والكمبيوتر، الاختبارات والفحوصات المعملية، المؤتمرات والندوات العلمية، التدريب العلمي والفني.

## التعليم المستمر
تقدم الجامعة من خلال مركز خدمة المجتمع والتعليم المستمر مجموعة من الدورات بصفة منتظمة في مختلف التخصصات لتحديث معلومات الخريجين، خاصة في مجال العلوم الأساسية والهندسية والطبية واللغات.
وقد أصبحت الجامعة مركزاً معتمداً للتعليم والتدريب على البرامج التالية:
1. برامج ميكروسوفت أوفيس للحصول على شهادة ICDL من اليونسكو.
2. برامج ميكروسوفت للحصول على شهادات MCSA, MCSE, MCSD.
(من خلال IT ACADEMY Microsoft)
3. برامج سيسكو للحصول على شهادات CCNA, CCNP (من خلال CISCO Academy)
4. برامج SUN Academy
- وقعت جامعة بيروت العربية اتفاقية تعاون مع ((Morgan group للحصول على الشهادات المهنية المتخصصة في مجالات الإدارة والتدقيق المحاسبي لتدريب طلاب وخريجي الجامعة لنيل شهادات:

1-Certified Management Accountant -CMA
2-Certified Public Accountant -CPA
3-Chartered Financial Analyst -CFA
4-Certified Internal Auditor -CIA
وقع الاتفاقية عن جامعة بيروت العربية المدير التنفيذي لمركز الاستشارات والدراسات، عميد كلية الهندسة الأستاذ الدكتور خالد حسن بغدادي وعميد كلية التجارة وإدارة الإعمال الأستاذ الدكتور سعيد عبد العزيز عثمان وعن شركة (Morgan group) مدير عام الشركة الأستاذ فادي غاني.
وتتيح هذه الاتفاقية لطلاب وخريجي الجامعة فرصة الإعداد والتدريب لهذه الشهادات داخل الحرم الجامعي باستخدام احدث الوسائل التعليمية التي توفرها الجامعة والشركة وتضمنت الاتفاقية تقديم حسم خاص للطلاب والخريجون مقداره 25% على الرسوم الدراسية المعتمدة.

## التبادل العلمى
- برامج مشتركة مع جامعة سندرلاند البريطانية في الدراسات العليا.
- برامج مشتركة مع جامعتي شارل ديغول واكس بروفنس مارسيليا الفرنسيتين.
- برامج مشتركة مع جامعة نابولي بإيطاليا.
- برامج مشتركة مع جامعة إلينوى بالولايات المتحدة الأميركية.
- برامج مشتركة مع جامعة ستوكهولم – السويد.

## الايام العلمية للكليات
تنظم كليات الجامعة سنوياً نشاطاً علمياً «اليوم العلمي» للكلية حيث يتم عرض ابحاث ومشاريع الطلاب التي تندرج في الإطار التطبيقي للمنهج التعليمي خلال العام الدراسي.وذلك برعاية كبار مسؤولي الدولة إضافة إلى مشاركة مؤسسات وشركات ومصارف ومكاتب هندسية تسهم في ابراز مواهب الطلاب وابداعاتهم.

## النشاطات اللامنهجية
فضلاً عن النشاطات العلمية والأكاديمية، تولي الجامعة اهتماماً كبيراً للنشاطات اللامنهجية، سواء كانت رياضية أو فنية أم اجتماعية. وخصتها بإدارة تشرف عليها وتنمي نشاطاتها عن طريق الاندية والفرق التي تنشئها، وتعد الجامعة من أكثر الجامعات احتواء للنشاطات المتنوعة على مستوى المنطقة العربية.
اولا: على الصعيد الرياضي، فتضم الوحدة إضافة لفرق الألعاب التقليدية (كرة القدم والسلة والطائرة والطاولة واليد)، والاندية القتالية كالتاي - بوكسينغ، والاندية الفكرية كالشطرنج، فقد استحدث فريق للسباحة، يهتم بالطلاب الهواة من خلال برنامج تدريب شهري باشراف فريق من المدربين وبالتعاقد مع مسبح مغلق، وتضم الاندية الرياضية في الجامعة ابطالا حصدوا عدة جوائز على الصعيد المحلي والدولي.
ثانيا: على الصعيد الفني، تضم وحدة النشاطات الطلابية النادي الموسيقي، فرقة الرقص الشعبي وفريق المسرح.
النادي الموسيقي: يضم مجموعة من المواهب الشابة الواعدة عزفا وغناء، وقد شارك النادي بعدة حفلات في لبنان والخارج، وحصد اعجاب الجميع إضافة إلى جوائز التفوق في المهرجانات الفنية.
فرقة الرقص الشعبي: تأسست في العام 1992، كأداة لتعبير عن الانتماء الوطني وللمحافظة على التراث، وتميز في جميع مشاركاته المحلية والخارجية.
فريق المسرح: أسس عام 1996، ولعل ابرز ما يميزه انتقال عدد لابأس به من اعضائه من الهواية إلى الاحتراف، وحصل على نقد ايجابي في جميع أعماله ومشاركاته المحلية والخارجية إضافة لعدة جوائز حصل عليها امام فرق محترفة، وله محطات سنوية مع مسرح الأطفال.
ثالثا: على الصعيد الاجتماعي، فقد حرصت الجامعة على تواصل الطلاب بعضهم مع بعض ومع مجتمعهم والمساهمة في حملات التوعية على مختلف أنواعها، وقد اسست الجامعة عددا من الاندية لتحقيق هذه الاهداف.
نادي حماية البيئة: تأسس عام 1997، ويضم طلابا من كافة كليات الجامعة وأعضاء مساندين من جامعات أخرى، وساهم النادي بحملات التوعية والتحريج، ونظم مؤتمرات عدة في هذا المجال.
فريق جوالة الطبيعة: أسس في العام 2001، لاعداد النشاطات الكشفية كالتخييم وتسلق الجبال والتجديف، وقد تعدت نشاطاته لبنان لتصل إلى الدول المجاورة، فأقام رحلات وشارك بمعسكرات في تركيا ومصر والأردن.
نادي علم الفلك: شجع وجود مرصد فلكي في أرض الجامعة بالدبية الطلاب ذوي الميول الفلكية إلى تأسيس نادي فلكي في العام 2002، وشارك في عدة مؤتمرات في الأردن وسوريا.
كما قامت الجامعة باستحداث عدد من الاندية الاجتماعية كنادي الرحلات الذي يعنى برحلات الترفيهية لطلاب الجامعة في مختلف المناطق اللبنانية، ونادي التراث الذي يعرف الطلاب بتراث وحضارة لبنان، كذلك النادي العلمي الذي يصدر نشرات علمية دورية تعنى بمختلف الجوانب العلمية والثقافية والاجتماعية.
ونظرا لتميز أعضاء الاندية والفرق المختلفة في النشاطات الطلابية، والتزامهم وحرصهم على رقي الجامعة، فقد اعتمدت إدارة الجامعة عليهم في مختلف الانشطة والأحداث التي تقيمها الجامعة، وتتطلب ضبط النظام والاستقبالات وغيرها من الامور اللوجستية، كحفلة التخرج واستقبال الطلاب الجدد والمخيم الصيفي الذي ينظمه قسم النشاطات.
لدى متخرجي جامعة بيروت العربية فرعين في لبنان الأول في بيروت والثاني في طرابلس يرئسه أحمد سنكري. ويلعب المتخرجون دورا أساسيا في المجتمع وإعطاء صورة مشرفة عن الجامعة. كما يوجد نادي للمتخرجي في العاصمة الأردنية عمان.

## الخريجون البارزون
- 1- رئيس الوزراء اللبناني السابق: رفيق الحريري
- 2-  نائب رئيس الوزراء الأردني: توفيق كريشان
- 3- وزير الداخلية القطري: عبد الله بن ناصر آل ثاني
- 4- وزير الخارجية الإماراتي: محمد حسين الشعالي
- 5- وزير العدل ووزير التربية السابق عضو البرلمان اللبناني: سمير الجسر
- 6- وزير الدفاع اللبناني السابق وعضو البرلمان: غازي زعيتر
- 7- وزير الداخلية الأردني: عيد الفايز
- 8- وزير التربية والتعليم العالي الكويتي السابق: سليمان البدر
- 9- وزير الحج السعودي: فؤاد بن عبد السلام الفارسي
- 10- رئيس مجلس أمناء جامعة فلسطين والمؤرخ الفلسطيني: عصام ناجي سالم
- 11- رئيس جامعة الجنان ونائب رئيس مجلس الأمناء في الاتحاد النسائي الإسلامي العالمي: منى حداد
- 12- رئيس جامعة القدس المفتوحة: يونس مرشد يونس عمرو
- 13- محافظ محافظة القدس السابق في السلطة الوطنية الفلسطينية والقيادي الفلسطيني: جميل عثمان ناصر
- 14- سفير دولة فلسطين بالمملكة العربية السعودية السفير: جمال عبد اللطيف الشوبكي
- 15- سفير دولة فلسطين بدولة ريونيون السفير: محمد نوفل
- 16- رئيس هيئة تشجيع الاستثمار في لبنان: إيدال نبيل عيتاني
- 17- النائب اللبناني: نجاح واكيم
- 18- الكاتب والشاعر والصحفي الأردني: جورج حداد
- 20- عضو كتلة المستقبل النيابية: مصطفى هاشم
- 21- المناضلة الفلسطينية: فدوى البرغوثي، زوجة المناضل مروان البرغوثي
- 22- الممثل القطري: غازي حسين الخزاعي
- 23- الأديب والشاعر والمترجم السوري: سعد صائب، الحائز على جائزة نجيب محفوظ
- 24- الفقيه والمفكر والأديب الفلسطيني: حلمي الزواتي، واضع نظرية التوسيم وتناسب العقوبة في القانون الجنائي الدولي
- 25- رجل الأعمال السوداني ورئيس نادي المريخ السابق: جمال محمد عبدالله الوالي
- 26- الكاتب والدكتور العراقي: عامر شبيب الشمري
- 27- الكاتب و الصحفي الفلسطيني : وضاح طهبوب